# 沃克 (伊利諾伊州卡洛爾縣)
沃克（英語：Wacker）是位於美國伊利諾伊州卡洛爾縣的一個非建制地區。該地的面積和人口皆未知。

## 地理
沃克的座標為42°03′09″N 90°02′46″W / 42.05250°N 90.04611°W，而該地的平均海拔高度為217米（即712英尺）。